# Seigneulles
Seigneulles település Franciaországban, Meuse megyében. Lakosainak száma 154 fő (2022. január 1.). Seigneulles Les Hauts-de-Chée, Érize-la-Brûlée, Raival és Vavincourt községekkel határos.

## Népesség
A település népessége az elmúlt években az alábbi módon változott:
| Lakosok száma | 203  | 160  | 162  | 191  | 184  | 179  | 173  | 163  | 160  | 154  |
|               | 1968 | 1982 | 1990 | 2006 | 2013 | 2015 | 2017 | 2019 | 2020 | 2022 |